# Partenariat social
 (novembre 2023).
Si vous disposez d'ouvrages ou d'articles de référence ou si vous connaissez des sites web de qualité traitant du thème abordé ici, merci de compléter l'article en donnant les références utiles à sa vérifiabilité et en les liant à la section « Notes et références ».
« Partenariat social » est l'expression utilisée en Suisse pour nommer la négociation collective des rapports de travail. Il comprend généralement la négociation de conventions collectives, y compris les hausses annuelles de salaires négociées collectivement, et le droit de participation des travailleurs, en particulier par le biais des représentants élus au sein de la commission du personnel.